# Szaniec Kresowy
Szaniec Kresowy – oficjalny organ prasowy Okręgu XIV Lwowskiego Narodowych Sił Zbrojnych, wychodził od 12 marca 1943 r.
Pismo było odbijane na ręcznym powielaczu rotacyjnym i liczyło 9–12 stron formatu A4. Nakład wynosił ok. 300–500 egzemplarzy. Zamieszczano w nim informacje wojskowe pochodzące z nasłuchu radiowego, wiadomości lokalne, artykuły ideologiczne oraz komentarze polityczne. Od nr. 2 z 21 marca 1943 r. w winiecie pisma pojawiło się motto: Nie trzeba ani godzi się desperować o Rzeczypospolitej, ale czynić co mężom przystoi. Prawdopodobnie wyszły tylko 4 numery pisma. Próbowano je następnie powielać w Brzeżanach, aby dotrzeć z nim do struktur NSZ na Tarnopolszczyźnie, ale zdołano tam wydać zaledwie jeden numer. Miejscowi działacze Grupy „Szańca” utrzymywali, że było to pismo wydawane przez ich struktury, co sugerowali w jednym z artykułów w lokalnym piśmie „Propaganda Czynu”.